# VAMPIRE SAGA
VAMPIRE SAGA (VAMPIRE SAGA?) è il sesto album in studio della rock band visual kei giapponese D, ed è stato pubblicato il 12 gennaio 2011 dall'etichetta major avex trax.
Esistono tre edizioni dell'album: due speciali limitate con custodia jewel case, cover diverse e secondo CD (TYPE A) o DVD (TYPE B), ed una normale con copertina ancora diversa e custodia jewel case. L'uscita della prima edizione limitata è stata posticipata a marzo 2011 per problemi tecnici legati alla realizzazione del secondo CD, una raccolta di b-side

## Tracce
Tutti i brani sono parole e musica di ASAGI, tranne dove indicato.

Dopo il titolo è indicata fra parentesi "()" la grafia originale del titolo, eventuali note sono riportate dopo il punto e virgola ";".
1. Mukunaru bara no inori (無垢なる薔薇の祈り?) - 3:33
2. In the name of justice (In the name of justice?) - 3:43
3. Underground road (Underground road?) - 3:20
4. DAY WALKER (DAY WALKER?) - 3:43
5. Suiryoku no tsubasa (翠緑の翼?) - 5:04 (ASAGI - HIDE-ZOU)
6. Tsuki to umi no seiyaku (月と海の誓約?) - 3:55 (ASAGI - Ruiza)
7. Ai wa hitsugi no naka ni (愛は棺の中に?) - 5:15 (ASAGI - Tsunehito)
8. Akaki hitsuji ni yoru bansankai (赤き羊による晩餐会?) - 4:19
9. Taiko no kiba (太古の牙?) - 2:14; strumentale
10. Desert Warrior (Desert Warrior?) - 2:17 (ASAGI - ASAGI, HIROKI)
11. Quartet ~Mayonaka no shijūsō~ (Quartet〜真夜中の四重奏〜?) - 4:40 (ASAGI - Tsunehito)
12. Black Swan (Black Swan?) - 3:25
13. Der König der Dunkelheit (Der König der Dunkelheit?) - 6:40[2][3]
14. Silver acorn bullet (Silver acorn bullet?) - 3:49; bonus track presente solo nell'edizione normale dell'album

### CD 2
Presente solo nell'edizione speciale TYPE A ed intitolato D Major CW BEST ~VAMPIRE CONSEPT SELECTION~; raccolta di b-side pubblicate precedentemente solo sui singoli.
1. Bloodberry (Bloodberry?) - 4:25 (ASAGI); tratta da Tightrope
2. what is Going On with The Human (what is Going On with The Human?) - 4:22 (ASAGI); tratta da Snow White
3. Lapis lazuli ~Kimi wo omō hodo boku wa hoshiku naru~ (Lapis lazuli～君を思うほど僕は欲しくなる～?) - 3:51 (ASAGI - Ruiza); tratta da Tightrope
4. K no kōri sōkyoku (Kの氷奏曲?) - 3:48 (ASAGI - Ruiza); tratta da Akaki hitsuji ni yoru bansankai
5. Hibiwareta zakuroishi (ひび割れた柘榴石?) - 5:52 (ASAGI - Tsunehito); tratta da Akaki hitsuji ni yoru bansankai
6. Snow White ~Another gift~ (Snow White～Another gift～?) - 4:07 (ASAGI); tratta da Snow White

### DVD
Presente solo nell'edizione speciale TYPE B.
1. Der König der Dunkelheit; videoclip

## Singoli
- 28/07/2010 - Akaki hitsuji ni yoru bansankai
- 17/11/2010 - In the name of justice

## Formazione
- ASAGI - voce
- Ruiza - chitarra elettrica ed acustica
- HIDE-ZOU - chitarra elettrica
- Tsunehito - basso
- HIROKI - batteria